# François Wartel
Pierre François Wartel (Versalles, 3 d'abril de 1806 - París, 3 d'agost de 1882) fou un cantant (tenor) del Romanticisme.
Posseïdor d'una agradable veu de tenor, actuà des de 1831 fins a 1846 en la Gran Òpera de París i més tard a Alemanya. Al seu retorn a França abandonà el teatre per a dedicar-se a l'ensenyança del cant, en la que guanyà una ben cimentada fama, ja que de la seva acadèmia sortiren artistes eminents com Christina Nilsson, Zelia Trebelli-Bettini, Marie Roze i la Hisson.
Un dels mèrits artístics de Wartel fou l'haver popularitzat a França els lieder de Schubert després d'exhumar davant els públics de Viena i altres grans ciutats d'Àustria les bellíssimes composicions schubertianes, que es trobaven completament enfosquides per les cançons de pur virtuosisme vocal de Proch, Haekel i altres músics de menor importància.